# River Plate Aruba
Pour les articles homonymes, voir River Plate.
Maillots
Le  River Plate Aruba est un club de football arubais basé à Oranjestad (district de Madiki) et fondé en 1953. Il a remporté deux fois le championnat d'Aruba.

## Palmarès
Championnat d'Aruba :
- 1993

- 1997